# ریشارد استانیک
ریشارد استانیک (لهستانی: Ryszard Staniek؛ زادهٔ ۱۳ مارس ۱۹۷۱) بازیکن فوتبال اهل لهستان بود.
از باشگاه‌هایی که در آن بازی کرده‌است می‌توان به باشگاه فوتبال لگیا ورشو، باشگاه فوتبال کورک سیتی، باشگاه فوتبال گورنیک زابژه، باشگاه فوتبال استوک سیتی، و باشگاه فوتبال اوساسونا اشاره کرد.
وی همچنین در تیم ملی فوتبال لهستان بازی کرده‌است.
وی در مسابقات کشوری و بین‌المللی در مجموع برندهٔ ۱ مدال نقره شده‌است.